# Duché de Montausier
Montausier est un lieu-dit sur la commune de Baignes-Sainte-Radegonde ; le fief est élevé en duché-pairie par le roi Louis XIV en 1664. Il est, avec La Rochefoucauld et Villebois-Lavalette, l'un des trois duchés-pairies de l'Angoumois. Il s'y élève une tour, seul vestige du château de Montausier, détruit en 1793.